# Mencué
Mencué är en ort i Argentina.   Den ligger i provinsen Río Negro, i den sydvästra delen av landet, 1 200 km sydväst om huvudstaden Buenos Aires. Mencué ligger 1 187 meter över havet och antalet invånare är 311.
Terrängen runt Mencué är huvudsakligen platt. Mencué ligger nere i en dal. Trakten runt Mencué är nära nog obefolkad, med mindre än två invånare per kvadratkilometer..
Omgivningarna runt Mencué är i huvudsak ett öppet busklandskap.